# 1821 год в науке
В 1821 году были различные научные и технологические события, некоторые из которых представлены ниже.

## Открытия
- Земля Александра I — крупнейший остров Антарктики.
- Остров Петра I — необитаемый остров в антарктической части Тихого океана.Остров Петра I
- Немецкий физик Томас Иоганн Зеебек обнаружил, что разница температур между двумя разнородными проводниками может производить электричество («эффект Зеебека», опубликован в 1822 году). Это был первый в мире термоэлемент[1].

## Публикации
- Статья «О некоторых новых электромагнитных движениях и о теории магнетизма» английского физика и химика Майкла Фарадея описала первый в мире электродвигатель.
- Первый том «Systema mycologicum» (рус. Микологическая система) шведского миколога Элиаса Фрисома.
- «Flora Scotica» — работа английского ботаника-систематика Уильяма Гукера, в которой естественный метод систематизации британских растений был дан рядом с искусственным.
- Начало издания «Illustrations of British Ornithology» британского орнитолога и ботаника Джона Селби — первого сборника иллюстраций птиц, где они были изображены в своём натуральном размере.
- Работа «Алгебраический анализ» французского математика и механика Луи Коши.

## Премии и награды
- Медаль Копли — Эдвард Сэбин, Джон Гершель

## Родились
- 22 мая — Карл Эльце, немецкий филолог, шекспировед, профессор английского языка и словесности в университетете Галле (ум. в 1889).
- 22 июля — Андреа Глория, итальянский историк, профессор Падуанского университета (ум. 1911).
- 31 августа — Герман Гельмгольц, немецкий физик, физиолог и психолог (ум. в 1894).
- 24 октября — Филипп Людвиг Зейдель, немецкий математик и астроном (ум. в 1896).
- 29 декабря — Дмитрий Иванович Журавский, русский инженер (ум. в 1891).

## Скончались
- 20 апреля — Франц Карл Ахард, немецкий (прусский) физик, химик, биолог и технолог.